# Vitryssland i olympiska sommarspelen 2016
Vitryssland deltog med 124 deltagare vid de olympiska sommarspelen 2016 i Rio de Janeiro. Totalt vann de en guldmedalj, fyra silvermedaljer och fyra bronsmedaljer.

## Medaljer
| Medalj | Namn                                                                 | Sport         | Gren                                  |
| ------ | -------------------------------------------------------------------- | ------------- | ------------------------------------- |
| Guld   | Uladzislaŭ Hantjaroŭ                                                 | Gymnastik     | Herrarnas trampolin                   |
| Silver | Darja Naumava                                                        | Tyngdlyftning | Damernas 75 kg                        |
| Silver | Vadzim Straltsou                                                     | Tyngdlyftning | Herrarnas 94 kg                       |
| Silver | Marjia Mamasjuk                                                      | Brottning     | Damernas 63 kg                        |
| Silver | Ivan Tsichan                                                         | Friidrott     | Herrarnas släggkastning               |
| Brons  | Aljaksandra Herasimenja                                              | Simning       | Damernas 50 m frisim                  |
| Brons  | Javid Hamzatau                                                       | Brottning     | Herrarnas grekisk-romersk stil, 85 kg |
| Brons  | Ibrahim Saidau                                                       | Brottning     | Herrarnas fristil 125 kg              |
| Brons  | Marharyta Machneva Nadzeja Liapesjka Volha Chudzenka Maryna Pautaran | Kanotsport    | Damernas K-4 500 m                    |